# Tsrno Botsi
Tsrno Botsi (en macédonien Црно Боци) est un village du sud-ouest de la Macédoine du Nord, situé dans la municipalité de Tsentar Joupa. Le village comptait 40 habitants en 2002. Il est majoritairement turc.

## Démographie
Lors du recensement de 2002, le village comptait :
- Turcs : 40